# Вары-Пусъяха
Вары-Пусъяха (устар. Вары-Пус-Яха) — река в России, протекает по Ямало-Ненецкому АО. Устье реки находится в 22 км по левому берегу реки Ерпусъяха. Длина реки составляет 24 км.

## Данные водного реестра
По данным государственного водного реестра России относится к Нижнеобскому бассейновому округу, водохозяйственный участок реки — Надым. Речной бассейн реки — Надым.
Код объекта в государственном водном реестре — 15030000112115300051764.